# Rinderbach (Lohr)
Der Rinderbach ist ein linker Zufluss der Lohr im Landkreis Main-Spessart im bayerischen Spessart.

## Einzelnachweise

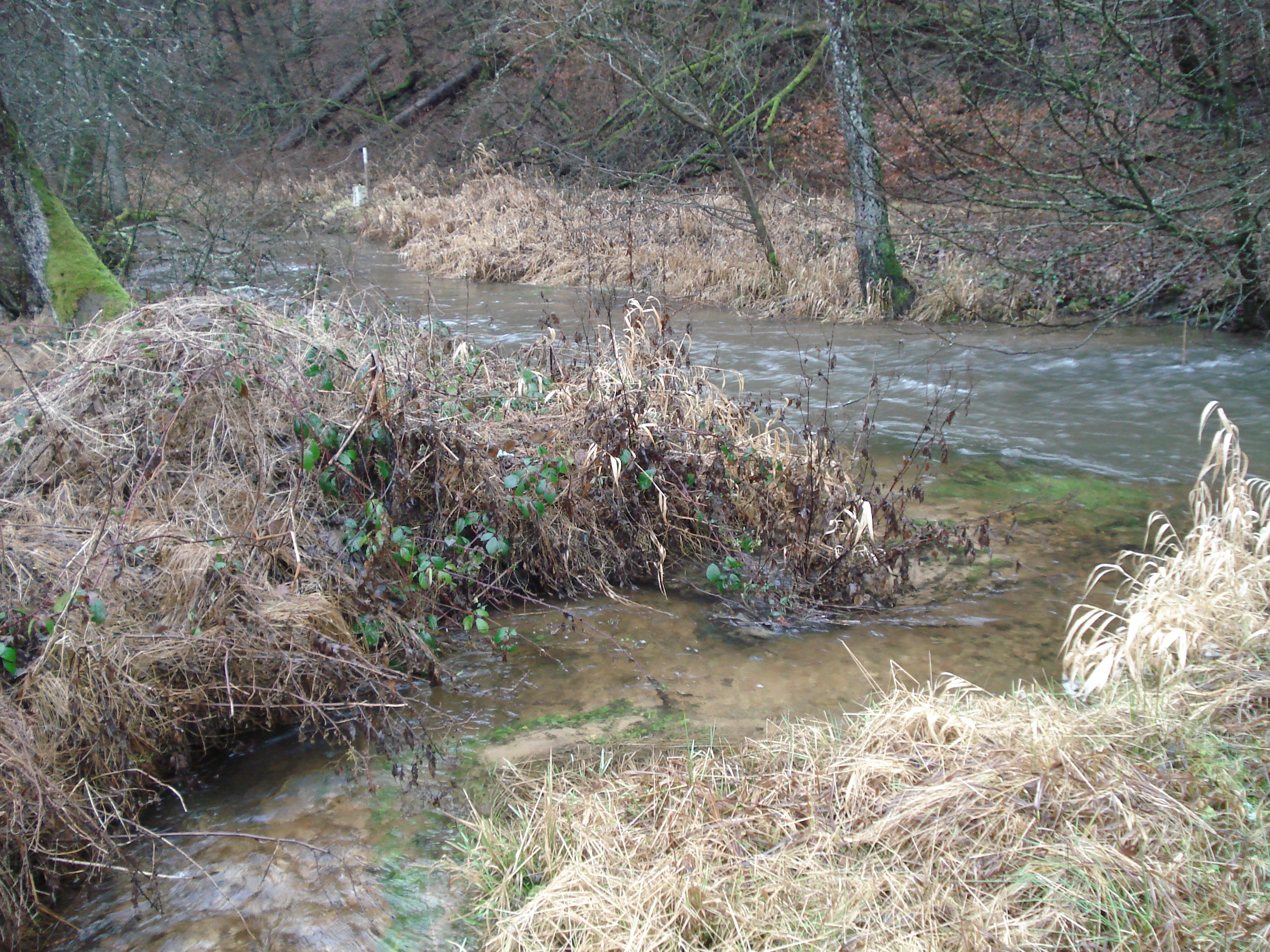
Der Rinderbach (vorne) mündet in die Lohr

## Verlauf
Der Rinderbach entspringt südlich des Haurains im Hauental am Fuße des Grenzkopfes (535 m), in einem Naturschutzgebiet. Er fließt in westliche Richtung, unterquert die B 276 und mündet in die Lohr.